# Motya ferrocana
Motya ferrocana är en fjärilsart som beskrevs av Walker 1857. Motya ferrocana ingår i släktet Motya och familjen trågspinnare. Inga underarter finns listade i Catalogue of Life.